# Townsendia dilata
Townsendia dilata är en tvåvingeart som beskrevs av Martin 1966. Townsendia dilata ingår i släktet Townsendia och familjen rovflugor. Inga underarter finns listade i Catalogue of Life.